# Chuck Lorre
Chuck Lorre (* 18. listopadu 1952), vlastním jménem Charles Michael Levine, je americký scenárista, režisér, televizní producent a skladatel, který vytvořil mnoho amerických sitcomů, včetně Grace Under Fire, Cybill, Dharma a Greg, Dva a půl chlapa nebo Teorie velkého třesku. Pracoval také jako výkonný producent sitcomu Roseanne a v současné době působí jako výkonný producent seriálu Mike & Molly.